# Dorfkirche Rengerslage

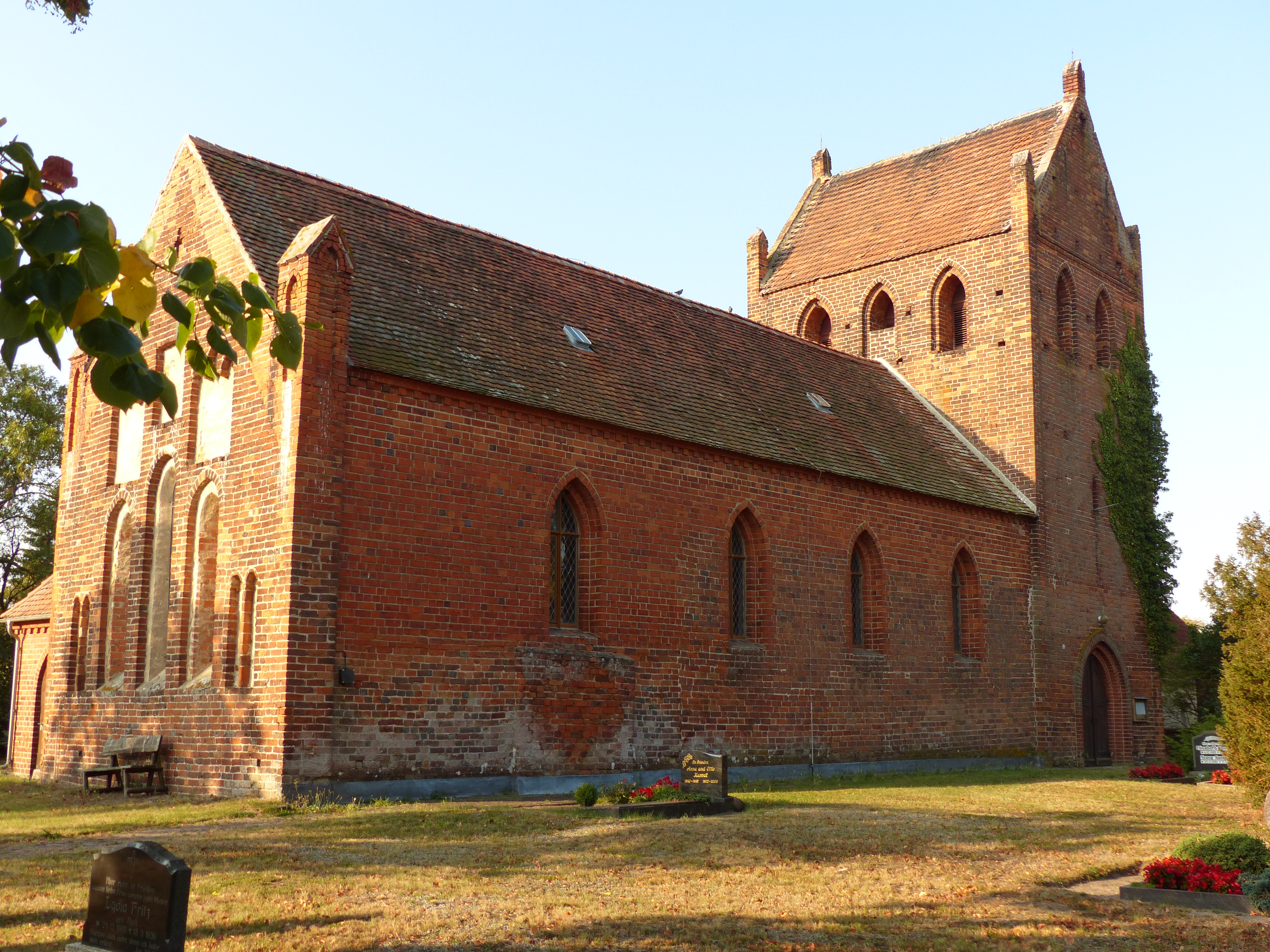
Dorfkirche Rengerslage

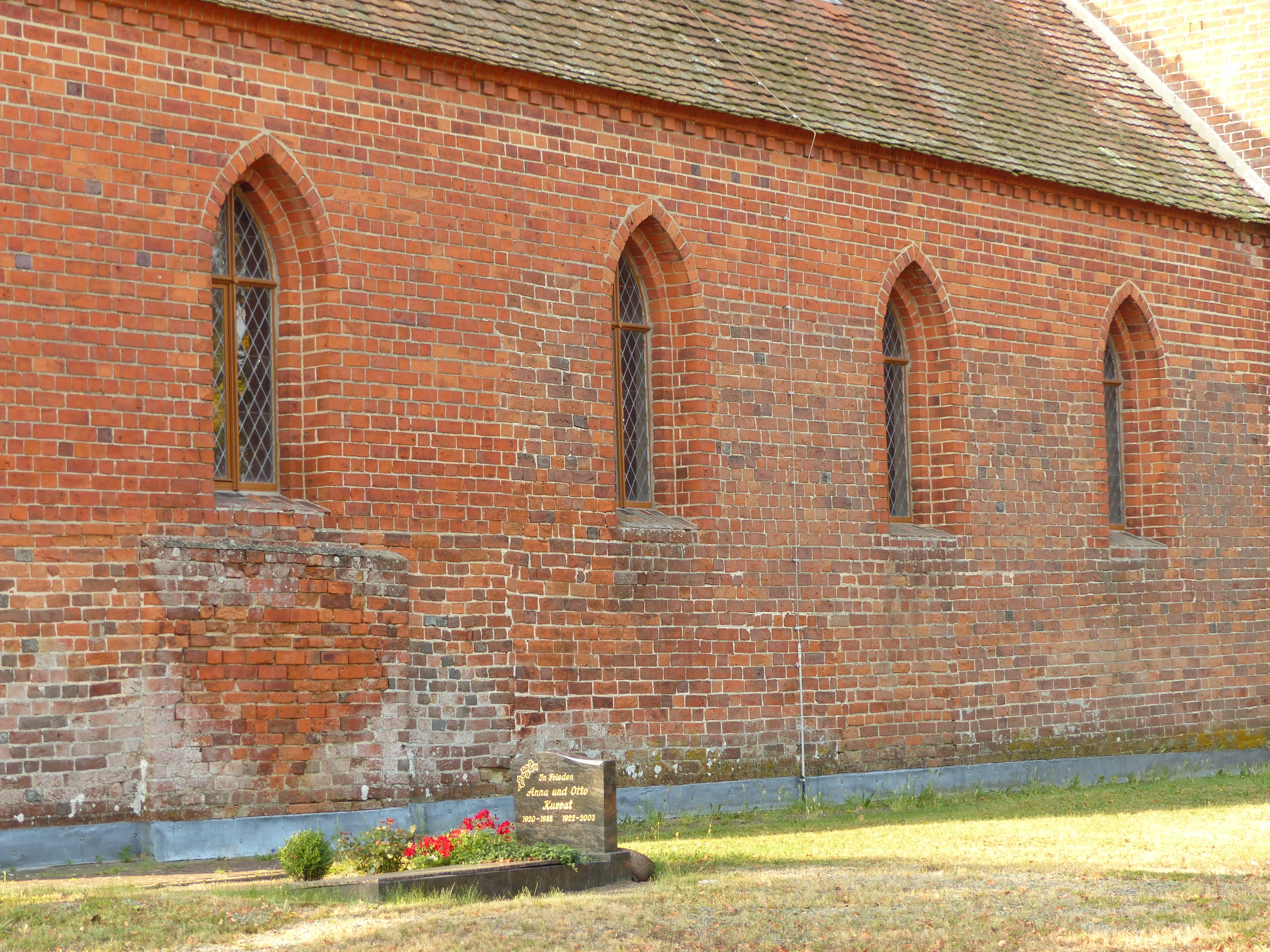
Nordostansicht des Kirchenschiffs

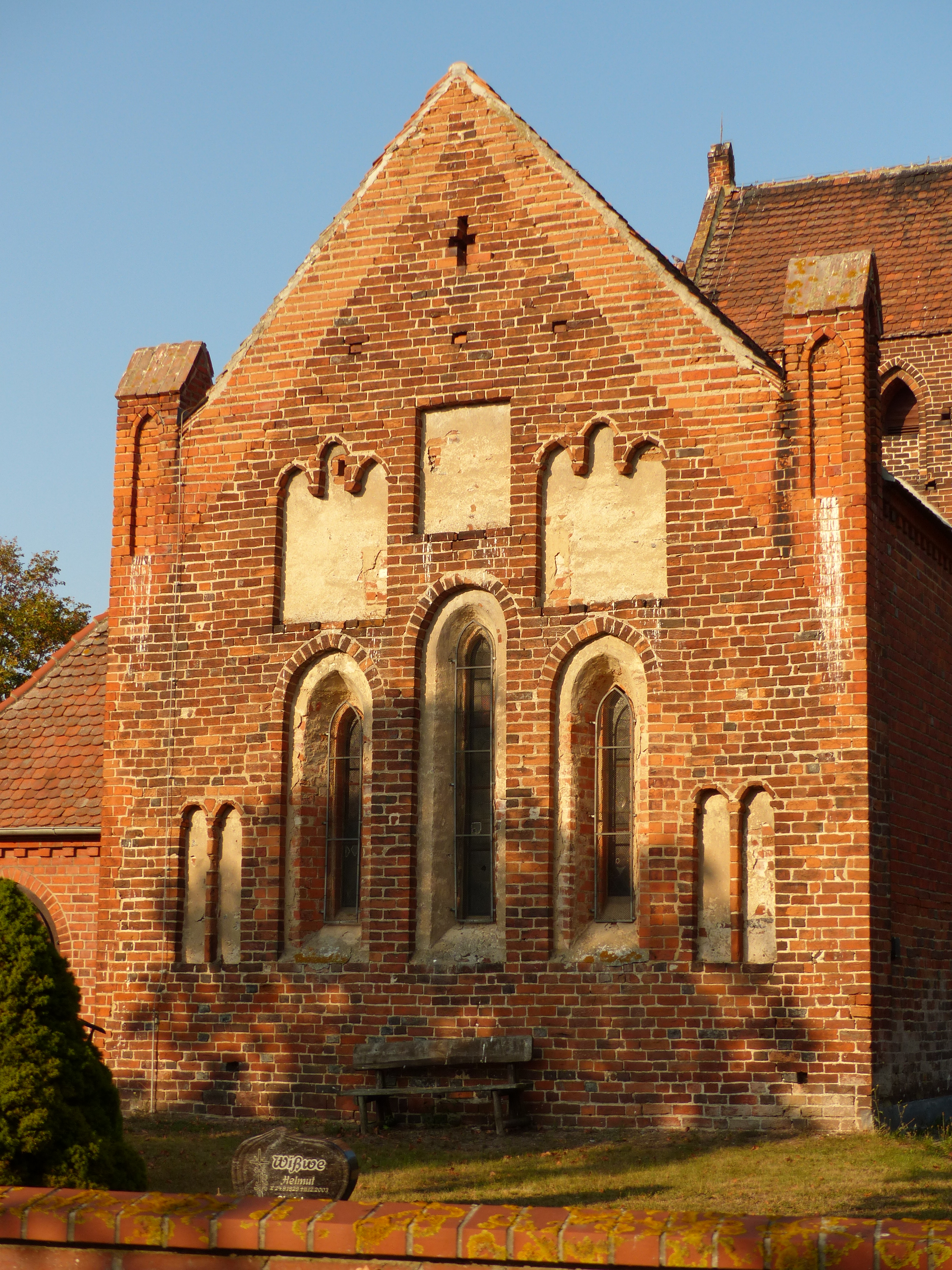
Chorgiebel

Die evangelische Dorfkirche Rengerslage ist eine im Kern frühgotische Saalkirche im Ortsteil Rengerslage von Osterburg (Altmark) im Landkreis Stendal in Sachsen-Anhalt. Sie gehört zum Pfarrbereich Königsmark im Kirchenkreis Stendal der Evangelischen Kirche in Mitteldeutschland.

## Geschichte und Architektur
Die Kirche ist ein gotischer Backsteinbau, der aus Westquerturm und einem sehr langgestreckten, chorlosen Saal aus der ersten Hälfte des 13. Jahrhunderts besteht. Nach Schäden im Dreißigjährigen Krieg wurde das Bauwerk gegen Ende des 19. Jahrhunderts weitgehend erneuert, so dass vom mittelalterlichen Bauwerk vor allem die Ostseite erhalten ist, deren Dreifenstergruppe von Blendenpaaren gerahmt ist. Innen ist das Bauwerk flachgedeckt. Im Jahr 1967 erfolgte eine Restaurierung.

## Ausstattung
Das Hauptstück der Ausstattung ist ein künstlerisch wertvoller, hochbarocker Kanzelaltar, der zu den besten Beispielen im Landkreis Stendal gezählt wird.
Er zeigt eine bewegte Säulenarchitektur mit Sprenggiebel, einen mit Blütenschnüren verzierten Kanzelkorb, flankiert von lebensgroßen Allegorien von Fides und Spes, im Giebel von Caritas und Temperantia sowie eine Strahlenglorie. Der Altar stammt aus der Zeit um 1740 und wurde vermutlich vom selben Meister geschaffen wie die Kanzelaltäre in Aulosen, Priemern, Krevese und Meseberg (Osterburg). Der gleichzeitige Taufengel stammt von derselben Hand.
Die Orgel hat einen neugotischen Orgelprospekt, enthält jedoch ein älteres Orgelwerk. Im Turm befinden sich drei Bronzeglocken aus dem Jahr 1931 von Schilling & Söhne.